# Ериксон (Небраска)
Ериксон (англ. Ericson) — селище (англ. village) в США, в окрузі Вілер штату Небраска. Населення — 89 осіб (2020).

## Географія
Ериксон розташований за координатами 41°46′50″ пн. ш. 98°40′43″ зх. д. / 41.78056° пн. ш. 98.67861° зх. д. (41.780442, -98.678576).  За даними Бюро перепису населення США в 2010 році селище мало площу 0,97 км², уся площа — суходіл.

## Демографія
Згідно з переписом 2010 року, у селищі мешкали 92 особи в 51 домогосподарстві у складі 29 родин. Густота населення становила 95 осіб/км².  Було 72 помешкання (74/км²).
Расовий склад населення:
| - 100,0 % — білих |

До двох чи більше рас належало 0,0 %. Частка іспаномовних становила 0,0 % від усіх жителів.
За віковим діапазоном населення розподілялося таким чином: 12,0 % — особи молодші 18 років, 45,6 % — особи у віці 18—64 років, 42,4 % — особи у віці 65 років та старші. Медіана віку мешканця становила 62,0 року. На 100 осіб жіночої статі у селищі припадало 100,0 чоловіків;  на 100 жінок у віці від 18 років та старших — 88,4 чоловіків також старших 18 років.
Середній дохід на одне домашнє господарство  становив 49 513 долари США (медіана — 40 250), а середній дохід на одну сім'ю — 65 197 доларів (медіана — 45 313). Медіана доходів становила 36 250 доларів для чоловіків та 51 250 доларів для жінок. За межею бідності перебувало 6,1 % осіб, у тому числі 5,7 % дітей у віці до 18 років та 11,7 % осіб у віці 65 років та старших.
Цивільне працевлаштоване населення становило 60 осіб. Основні галузі зайнятості: роздрібна торгівля — 16,7 %, будівництво — 16,7 %, сільське господарство, лісництво, риболовля — 16,7 %.